# 奥村麻依
奥村 麻依（おくむら まい、1990年10月31日 - ）は、日本の元女子バレーボール選手である。

## 来歴
山口県長門市出身。従姉妹の影響で小学3年次よりバレーボールを始める。誠英高校在学中の2008年10月、同級の大須賀咲香や中村亜友美らとともに国体優勝に大きく貢献。春高バレー（ベスト4）やインターハイなどでも活躍した。
2009年、嘉悦大学に進学。2010年4月、日本代表メンバーに登録された。同年9月の第2回アジアカップに出場した。2011年7月、第26回ユニバーシアード代表に選出された。
2012年4月、日本代表メンバーに選出された。同年12月、JTマーヴェラスへの入部が内定した。
2013年6月にユニバーシアード代表に再び選出され、前哨戦となったエリツィンカップ2013においてベストブロッカーに輝いた。同年9月のV・サマーリーグにて敢闘賞を受賞した。
Vプレミアリーグ2013/14シーズンにおいて、新人賞・ブロック賞を獲得した。
2017年3月、再び全日本メンバーに登録された。
2018年4月、JTマーヴェラスを退団。2018/19シーズンはタイのナコンラチャシマでプレー。11月4日にタイリーグでデビューした。
2019年8月、デンソーエアリービーズに入団した。
2021年6月30日、2020年東京オリンピックの出場メンバー12名に選出された。
2021年8月25日、デンソーからの退団並びに現役引退を表明した。

## 所属チーム
- 長門市立向津具小学校
- 長門市立向津具中学校
- 誠英高校
- 嘉悦大学（2009-2013年）
- JTマーヴェラス（2013-2018年）
- ナコンラチャシマ（2018-2019年）
- デンソーエアリービーズ（2019-2021年）

## 球歴
- 日本代表 - 2010年、2012-2013年、2017年、2021年
- ユニバーシアード代表 - 2011、2013年

## 受賞歴
- 2013年 エリツィンカップ2013 ベストブロッカー
- 2013年 V・サマーリーグ 敢闘賞
- 2014年 2013/14 Vプレミアリーグ 新人賞、ブロック賞
- 2015年 2014/15 Vチャレンジリーグ MVP、スパイク賞、ブロック賞

## 個人成績
Vプレミアリーグレギュラーラウンドにおける個人成績は下記の通り。
| シーズン | 所属 | 出場                                 | 出場                                 | アタック                             | アタック                             | アタック                             | アタック                             | ブロック                             | ブロック                             | サーブ                               | サーブ                               | サーブ                               | サーブ                               | レセプション                         | レセプション                         | 総得点                               | 備考                                 |
| -------- | ---- | ------------------------------------ | ------------------------------------ | ------------------------------------ | ------------------------------------ | ------------------------------------ | ------------------------------------ | ------------------------------------ | ------------------------------------ | ------------------------------------ | ------------------------------------ | ------------------------------------ | ------------------------------------ | ------------------------------------ | ------------------------------------ | ------------------------------------ | ------------------------------------ |
| シーズン | 所属 | 試合                                 | セット                               | 打数                                 | 得点                                 | 決定率                               | 効果率                               | 決定                                 | /set                                 | 打数                                 | エース                               | 得点率                               | 効果率                               | 受数                                 | 成功率                               | 総得点                               | 備考                                 |
| 2013/14  | JT   | 28                                   | 114                                  | 839                                  | 286                                  | 34.1%                                | %                                    | 99                                   | 0.87                                 | 306                                  | 5                                    | 1.63%                                | 9.0%                                 | 16                                   | 43.8%                                | 390                                  |                                      |
| 2014/15  | JT   | チャレンジリーグの為、記録を記載せず | チャレンジリーグの為、記録を記載せず | チャレンジリーグの為、記録を記載せず | チャレンジリーグの為、記録を記載せず | チャレンジリーグの為、記録を記載せず | チャレンジリーグの為、記録を記載せず | チャレンジリーグの為、記録を記載せず | チャレンジリーグの為、記録を記載せず | チャレンジリーグの為、記録を記載せず | チャレンジリーグの為、記録を記載せず | チャレンジリーグの為、記録を記載せず | チャレンジリーグの為、記録を記載せず | チャレンジリーグの為、記録を記載せず | チャレンジリーグの為、記録を記載せず | チャレンジリーグの為、記録を記載せず | チャレンジリーグの為、記録を記載せず |
| 2015/16  | JT   | チャレンジリーグの為、記録を記載せず | チャレンジリーグの為、記録を記載せず | チャレンジリーグの為、記録を記載せず | チャレンジリーグの為、記録を記載せず | チャレンジリーグの為、記録を記載せず | チャレンジリーグの為、記録を記載せず | チャレンジリーグの為、記録を記載せず | チャレンジリーグの為、記録を記載せず | チャレンジリーグの為、記録を記載せず | チャレンジリーグの為、記録を記載せず | チャレンジリーグの為、記録を記載せず | チャレンジリーグの為、記録を記載せず | チャレンジリーグの為、記録を記載せず | チャレンジリーグの為、記録を記載せず | チャレンジリーグの為、記録を記載せず | チャレンジリーグの為、記録を記載せず |
| 2016/17  | JT   | 21                                   | 78                                   | 429                                  | 188                                  | 43.8%                                | %                                    | 47                                   | 0.60                                 | 195                                  | 4                                    | %                                    | 9.9%                                 | 18                                   | 50.0%                                | 239                                  |                                      |

| 太字 | はタイトル獲得 |